# Достык (Павлодарский район)
Достык (каз. Достық) — село в Павлодарском районе Павлодарской области Казахстана. Входит в состав Чернорецкого сельского округа. Код КАТО — 556065200.

## Население
В 1999 году население села составляло 732 человека (350 мужчин и 382 женщины). По данным переписи 2009 года, в селе проживало 510 человек (264 мужчины и 246 женщин).